# Мората, Хинес
Хинес Мората (Ginés Morata; род. 19 апреля 1945, Риоха, Испания) — испанский биолог, специалист по биологии развития дрозофилы. 

## Биография
Исследовательский профессор центра молекулярной биологии в Мадриде (Centro de Biología Molecular Severo Ochoa). Иностранный член Лондонского королевского общества (2017) и Национальной академии наук США (2018). Отмечен Premio Rey Jaime I (1996), Premio Nacional de Investigación Santiago Ramón y Cajal (2002), Premio México de Ciencia y Tecnología (2004), премией принца Астурийского (2007, совместно с Peter Anthony Lawrence).
Родился в юго-восточной Испании.
Окончил Мадридский университет Комплутенсе (1968) и там же в 1973 году получил докторскую степень под началом Antonio Garcia-Bellido, уже тогда начав заниматься дрозофилой. На протяжении нескольких лет являлся постдоком в Laboratory of Molecular Biology в Кембридже. Затем в 1977 году возвратился в Испанию и поступил в центр молекулярной биологии в Мадриде (Centro de Biología Molecular Severo Ochoa), где трудится поныне, его директор в 1990—1991 годах. Руководил десятью докторскими диссертациями.
Почётный доктор Алькальского (2007) и Альмерийского (2008) университетов.
Опубликовал 115 научных статей.